# Mias Wellauer
Mias Wellauer  (* 7. Juni 2002) ist ein Schweizer Unihockeyspieler, der beim Nationalliga-A-Verein Floorball Thurgau unter Vertrag steht.

## Karriere
Während der Saison 2020/21 wurde Mias Wellauer erstmals für die erste Mannschaft aufgeboten. Sein Debüt für die Ostschweizer feierte er in der Challenge Round. Seit der Saison 2021/22 ist er fixer Bestandteil der ersten Mannschaft.
Auf die Saison 2024/2025 hin wechselte er innerhalb der höchsten Schweizer Unihockey-Liga zu Floorball Thurgau.